# Alfred de Glehn
Alfred George de Glehn (Sydenham, 15 settembre 1848 – Mulhouse, 8 giugno 1936) è stato un ingegnere francese, inventore e progettista di locomotive a vapore e ingegnere della Société Alsacienne de Constructions Mécaniques (SACM).
Fu ideatore di un sistema di locomotiva compound che da lui prende nome; il suo motore a 4 cilindri venne ideato e prodotto in serie a partire dal 1890. I suoi progetti di "compound" furono largamente utilizzati nella costruzione di locomotive in Francia e trovarono posto anche in locomotive costruite in Belgio, Prussia, Nuova Zelanda e Russia. 

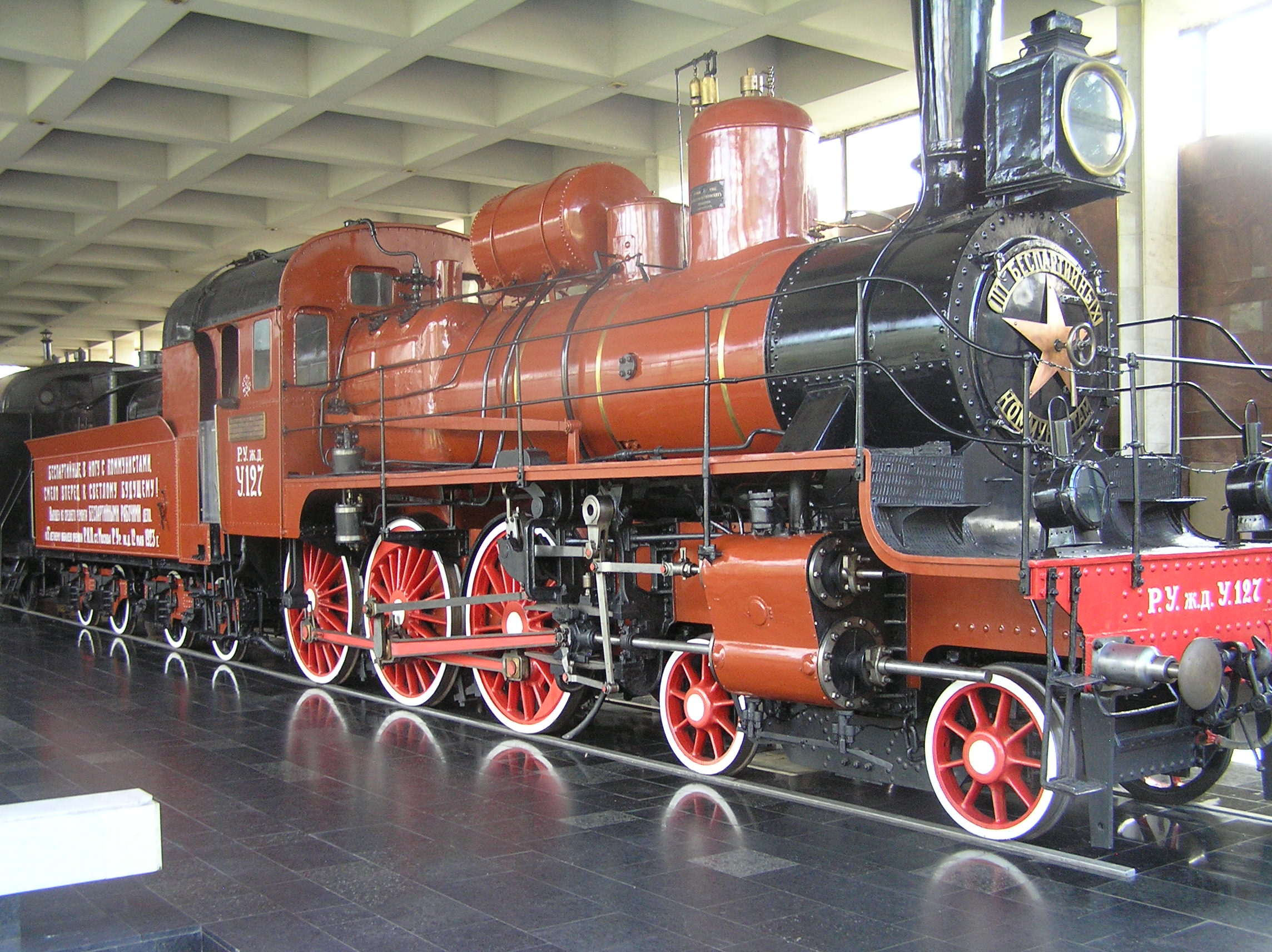
U-127 la locomotiva De Glehn compound di Lenin (rodiggio 2-3-0) al Museo ferroviario di Mosca.

## La vita
Alfred era uno dei 12 figli di Robert von Glehn, di nobili origini e proveniente dalle province del Baltico, trasferito in Inghilterra dove aveva sposato una donna scozzese, cambiando poi il cognome di famiglia da von Glehn a de Glehn nel 1917, durante la prima Guerra Mondiale che vedeva la Gran Bretagna schierata contro la Germania.
Cresciuti nella casa di famiglia a Londra, Alfred e i suoi fratelli ebbero un'infanzia agiata e circondata dai numerosi artisti, studiosi e letterati che frequentavano i salotti della dimora De Glehn, tra cui: George Grove, Arthur Sullivan, Jenny Lind, and J. R. Green. Crebbero con svariati interessi e notevole apertura mentale, tanto che molti dei fratelli De Glehn vengono tuttora ricordati: Louise Creighton, sorella di Alfred, fu un'autrice e attivista. Alexander von Glehn, fu invece un mercante di caffè e costruì le prime ferrovie a scartamento ridotto in Francia, salvo poi diventare il tesoriere della Società evangelica protestante del soccorso, che procurò aiuto alle vittime della guerra franco-prussiana. 
Anche il futuro di Alfred fu roseo: acquisì le sue conoscenze tecniche al Politecnico a Zurigo.

## La carriera
Verso la fine del 1872 De Glehn cercò senza successo di inserirsi nella società di ingegneria alsaziana, pochi mesi dopo la fusione degli Stabilimenti Koechlin di Mulhouse e di Graffenstaden. Fu Edouard Beugniot, direttore della Divisione Locomotive ad inserire de Glehn, per un anno e senza stipendio, come disegnatore nell'ufficio progettazione di locomotive. Nel 1875 Alfred Glehn fu nominato capo del dipartimento. Prima di morire Edouard Beugniot ottenne la nomina di Alfred de Glehn a direttore.
Nel 1884 su richiesta di Gaston du Bousquet, ingegnere capo della Compagnie du Nord, studiò la soluzione dei problemi riscontrati sulle loro locomotive che accusavano spesso la rottura degli assi. Dopo aver studiato il problema Alfred Glehn propose una locomotiva con soluzioni tecniche del tutto rivoluzionarie; dichiarò che l'aveva costruita a suo totale rischio e con la promessa di riprendersi la macchina se non fosse stata soddisfacente. La locomotiva, la NORD 701, fu un successo nonostante alcune carenze ma diede luogo a tutta una serie di dispositivi. Le sue locomotive concentravano insieme eleganza e alte prestazioni; usate dalla "ferrovia del Nord" destarono sensazione per la loro velocità nei passeggeri che, sbarcati a Calais, proseguivano su Parigi.
Nel 1886 fu nominato amministratore delegato della SACM, così Alfred Glehn si trovò alla guida del Dipartimento locomotive, responsabile per l'amministrazione generale della società oltre che alla fabbrica di Belfort. 
Nel 1888 concluse un accordo con la Siemens AG di Berlino, allora specialista per tutto ciò che riguardava l'energia elettrica e la "Belfort" si impegnò nella costruzione di macchine elettriche su licenza Siemens.
Il sistema a doppia espansione (Compound) iniziò a perdere la sua valenza dall'inizio del XX secolo in seguito allo sviluppo della tecnica del surriscaldamento.